# Viroconium

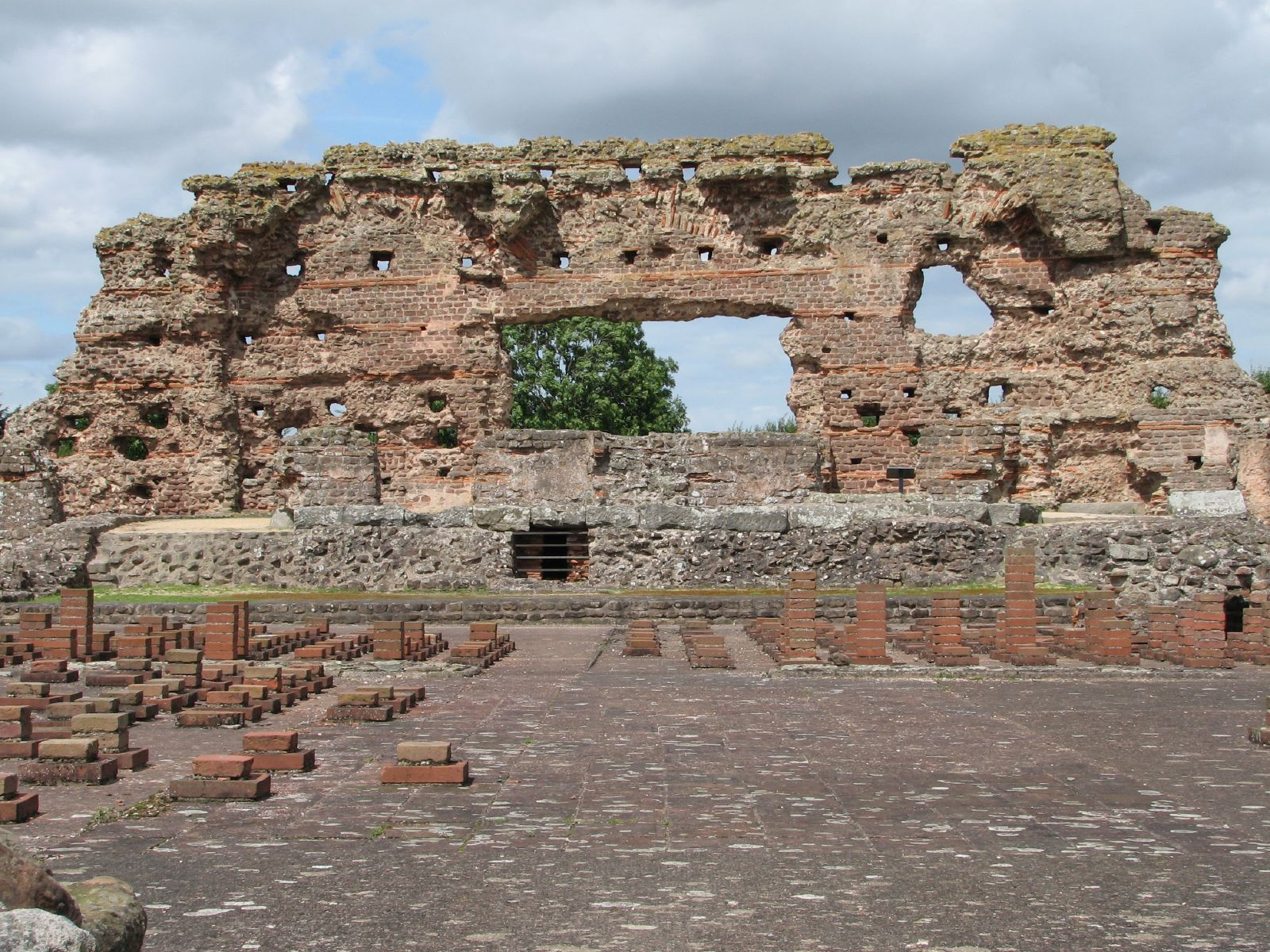
Ruinen von Viroconium Cornoviorum

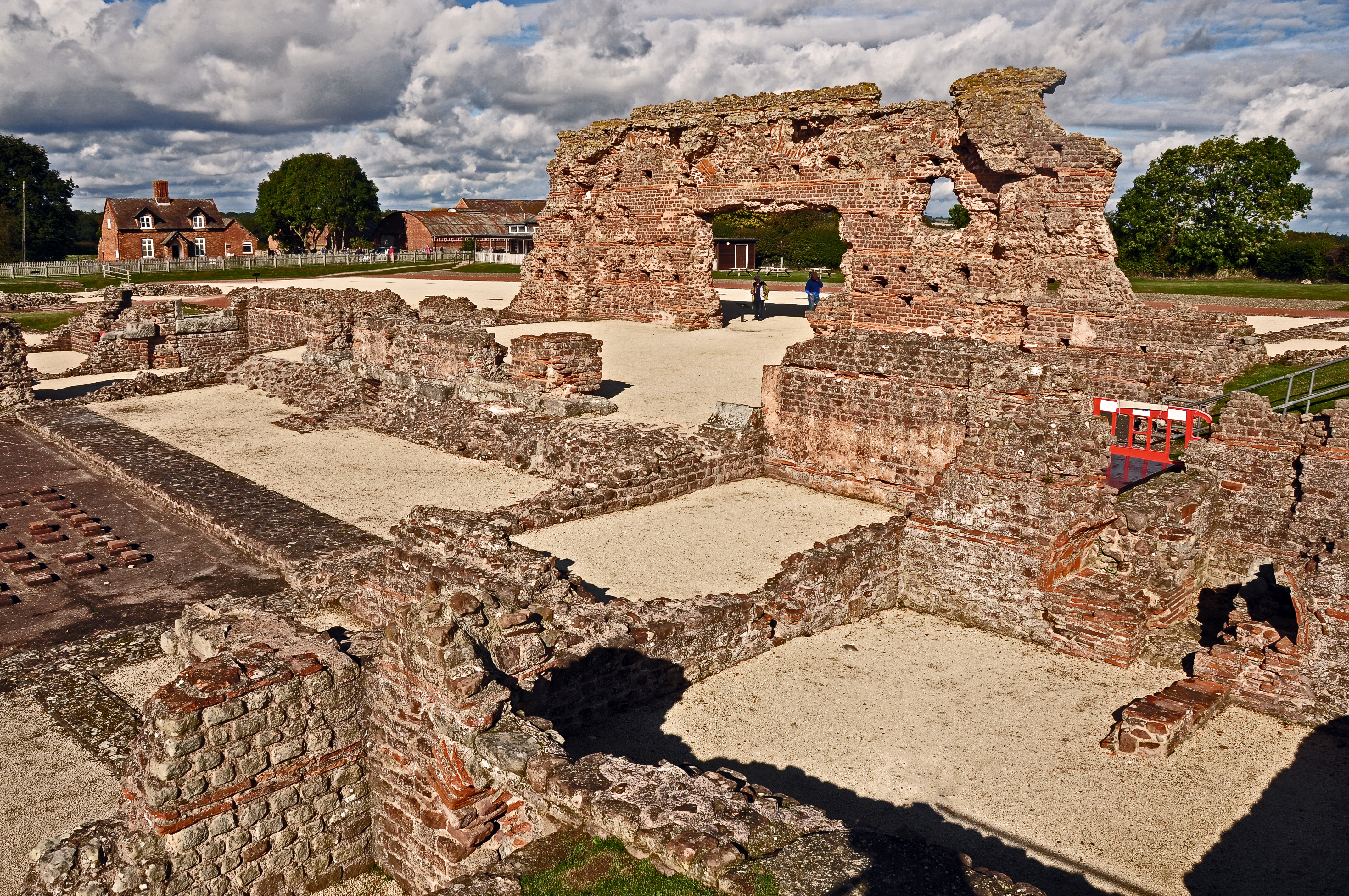
Ruinen von Viroconium Cornoviorum

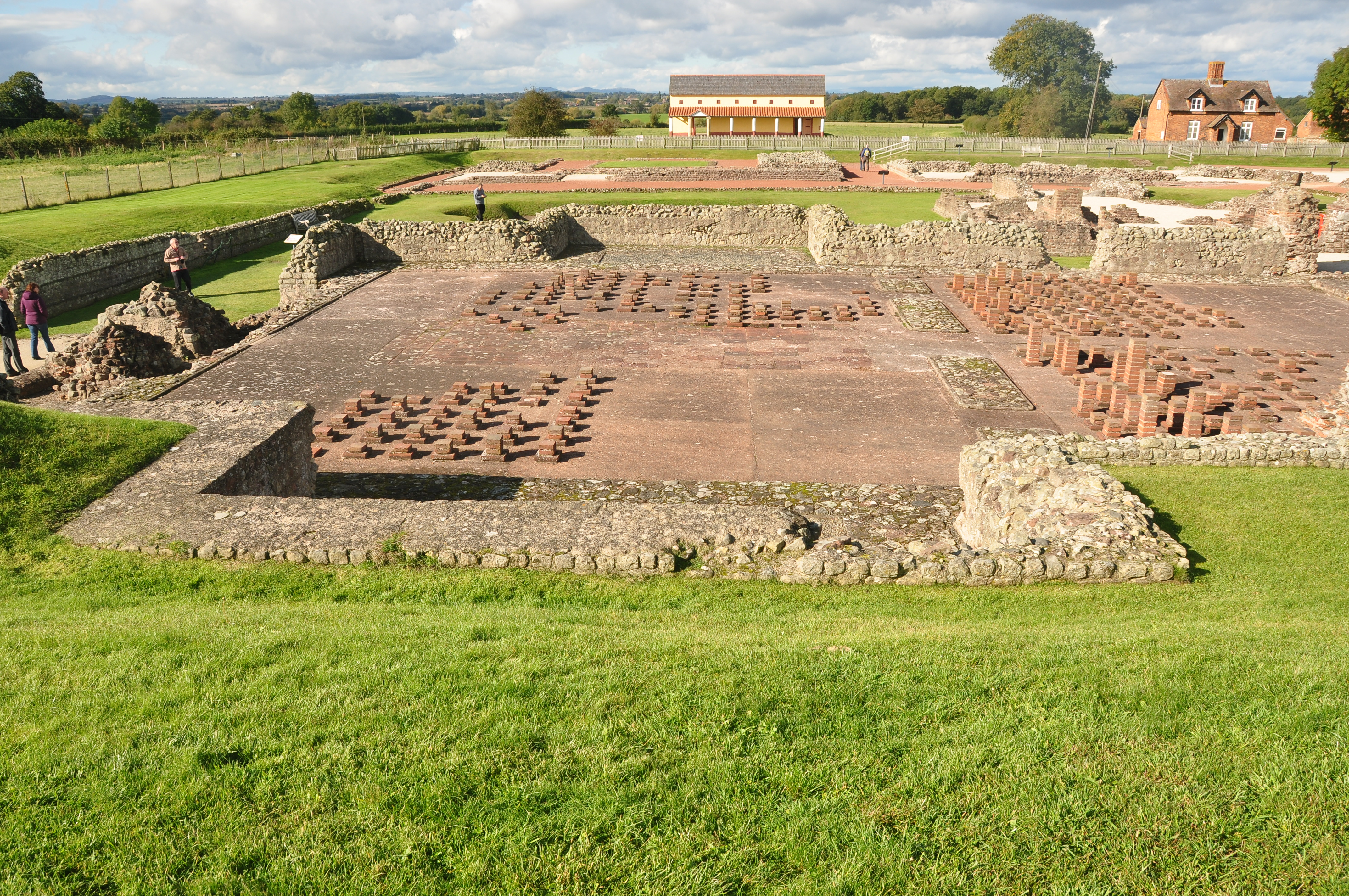
Ruinen von Viroconium Cornoviorum

Viroconium Cornoviorum (oft einfach Viroconium genannt) war eine römische Stadt in der Provinz Britannien. Sie  diente als Hauptort der civitas Cornoviorum (Kornen), dem Verwaltungsbezirk des keltischen Stammes der Cornovii. Der antike Ort liegt nahe dem heutigen Dorf Wroxeter in Shropshire, England, nach dem die antike Stadt auch oft bezeichnet wird. Sie ist teilweise ausgegraben. Da die Überreste der Stadt nicht überbaut wurden, sind sie archäologisch gut erhalten und bieten wertvolle Einblicke in das Leben und die Struktur einer römischen Stadt in Britannien.

## Geschichte und Entwicklung der antiken Stadt

### Militärische Anfänge und Gründung der Stadt
Um 45 n. Chr. wurde ungefähr 300 m südlich der späteren Stadt ein Kohortenlager errichtet, in dem Thraker untergebracht waren. Um 60 n. Chr. wurde ein Legionslager an der Stelle der späteren Stadt erbaut, in dem die Legio XIIII Gemina untergebracht wurde. Um 67 wurde sie von der Legio XX Valeria Victrix abgelöst. Diese zog am Ende des ersten Jahrhunderts ab und der Ort entwickelte sich zu einer Stadt. Die Siedlung war zunächst eher klein, wurde aber um das Jahr 120 ausgebaut. Sie erhielt einen regelmäßigen, schachbrettartigen Stadtplan. Im Westen der Stadt wurde eine Insula von einem Forum eingenommen. Es bestand aus einem großen freien Platz, der mit Kolonnaden geschmückt war. 

### Die Basilika und weitere religiöse und öffentliche Bauten
Im Westen, an einer der Kurzseiten des Baues, gab es eine Basilika. Sie war 52 Meter lang mit einem 11,6 breiten Mittel- und 4,6 m breiten Seitenschiffen. An der Westseite befanden sich sechs oder sieben Räume. Als die Basilika in der Mitte des zweiten Jahrhunderts niederbrannte, wurde der Inhalt des nördlichsten Raumes nicht gerettet. Es fanden sich Eisenschlösser und Eisenteile von Truhen, ein Tintenfass, drei trajanische Münzen und eine Entlassungsurkunde vom 14. April 135, die einem Hilfstruppensoldaten gehörte. Offensichtlich war dies das Büro eines Beamten, in dem Urkunden der Civitas verwaltet wurden. Weitere Räume befanden sich an der Ostseite der Basilika. Das Forum stand an der Stelle eines unfertigen Badehauses. Es brannte zwischen 165 und 185 nieder, wurde aber wieder aufgebaut. Neben dem Forum stand ein Tempel im klassischen Stil. Er hatte sechs Säulen an der Front und lag innerhalb eines ca. 17 × 33 m großen Bezirkes. In der benachbarten Insula gab es einen großen Badekomplex. Der Hauptbau war 73 × 19,8 m groß. Im Norden gab es eine Palästra, die anscheinend ein Dach hatte. Es gibt Anzeichen, dass diese später als Markthalle benutzt wurde. Bei den Ausgrabungen fanden sich Gewichte. Das Bad war einst reich ausgestattet und es gibt sogar Belege für Wandmosaike. Teile der Mauern stehen heute noch.

### Wasserversorgung und Wohnbebauung
Die Stadt erhielt Wasser über einen Aquädukt, der von Osten kam und Wasser aus dem Bell Brook nahm. Es handelte sich um einen offenen Kanal, der ca. einen Kilometer lang war. Nur wenig ist von der einstigen Wohnbebauung bekannt. Diese Bauten sind meist nur von Luftfotografien bekannt. Demnach gab es aber eine ganze Reihe von groß angelegten Stadtvillen. Auch zwei Tempel sind nur von Luftfotografien bekannt. Die Stadt hatte eine Mauer, die sie umgab. Es handelte sich zunächst um Erdwälle, die am Ende des zweiten Jahrhunderts aufgeschüttet wurden. Später wurde darauf eine Steinmauer errichtet.

### Niedergang und Aufgabe der Stadt
Die Stadt wurde zu Beginn des achten Jahrhunderts friedlich aufgegeben und verfiel.